# Підгірцівський парк
Підгі́рцівський парк — пам'ятка садово-паркового мистецтва загальнодержавного значення в Україні. Розташований у селі Підгірці Стрийського району Львівської області.
Площа 8,3 га. Сучасний статус — з 1972 року. Перебуває у віданні Львівського облрибкомбінату.
У парку зростають платани, граби та багато інших видів дерев і кущів.

## Історія
Граф Браницький збудував у ХІХ ст. на місці старої оборонної споруди палац, біля якого був закладений парк, його вважають першим дендропарком Галичини.

## Світлини

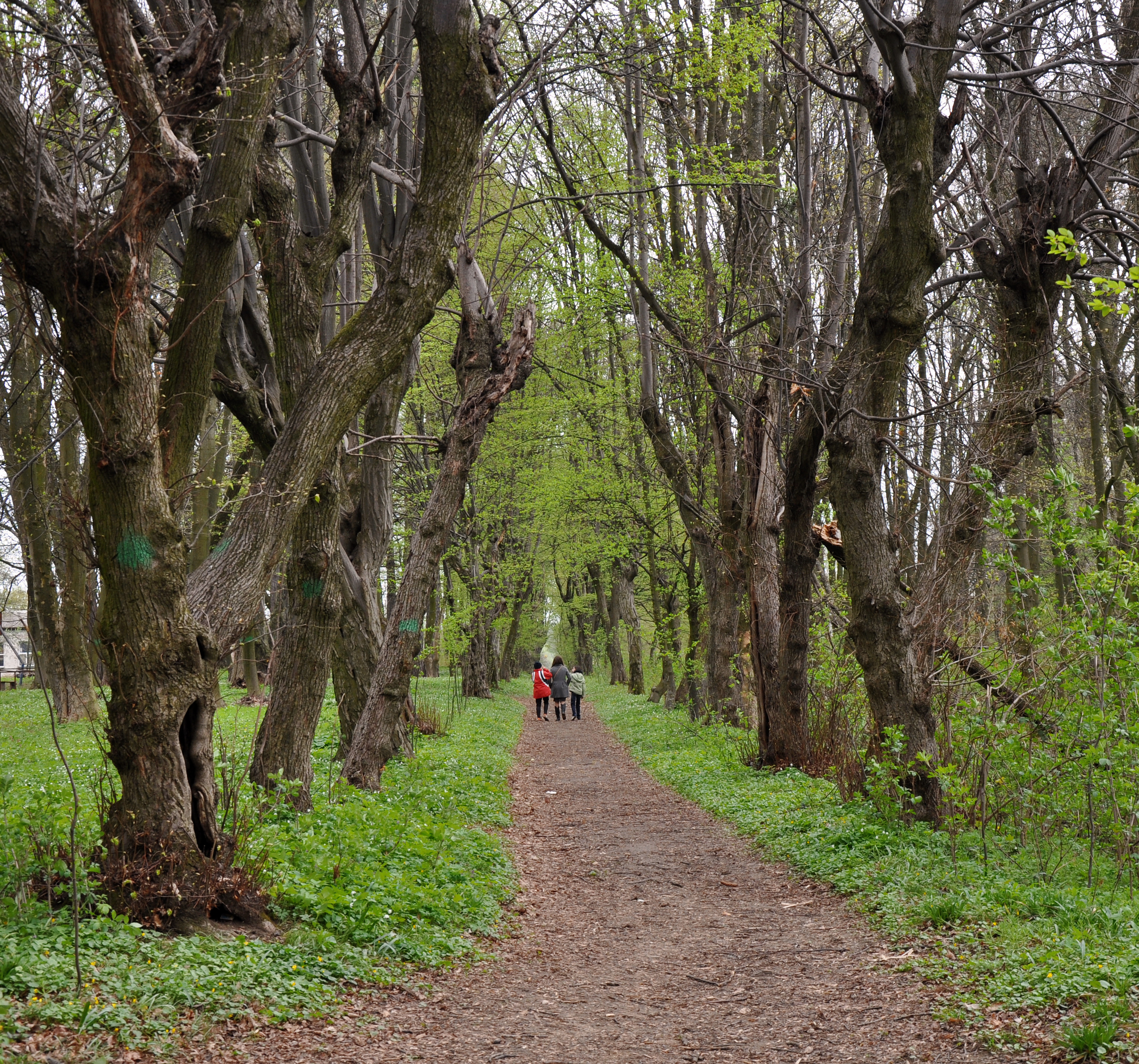
Паркова алея
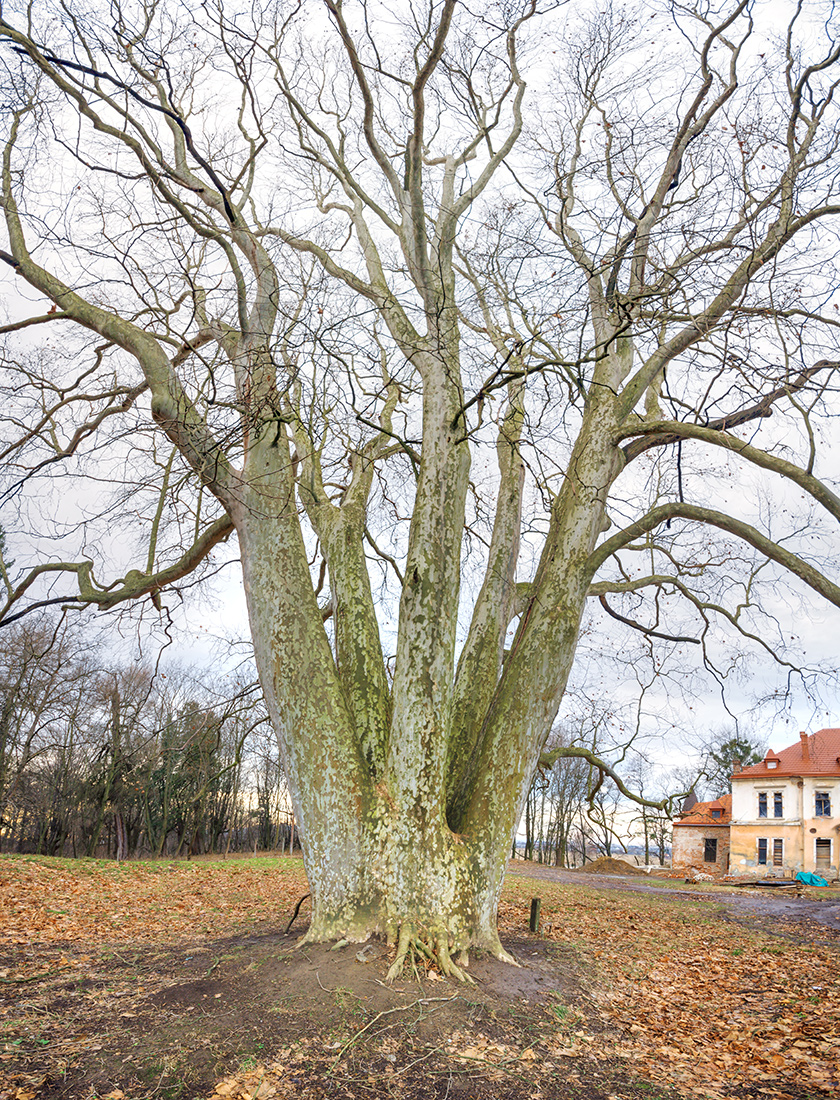
Платан
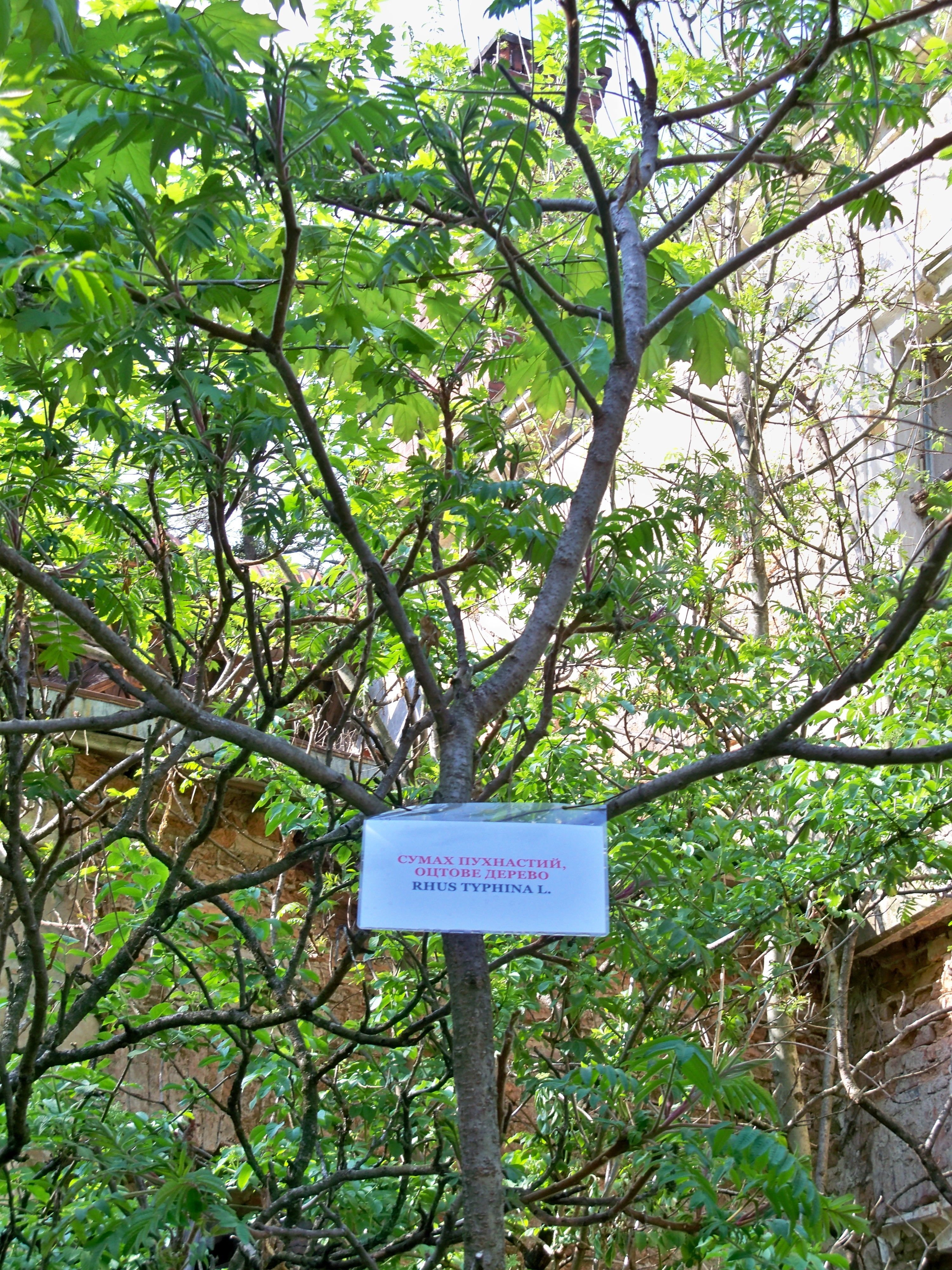
Оцтове дерево
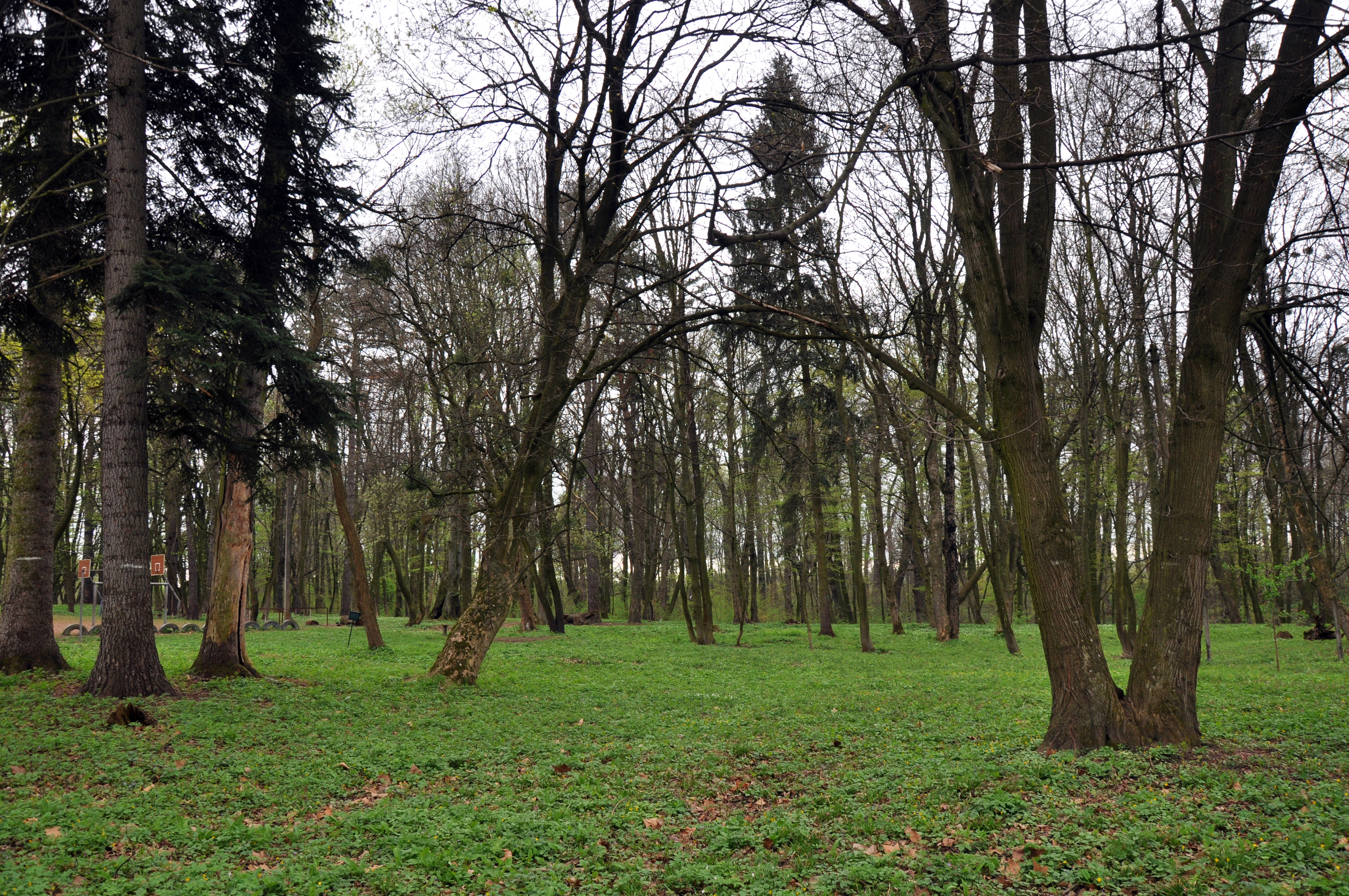
Парк навесні